# Terpel
Terpel, anteriormente Organización Terpel S.A. es una empresa colombiana distribuidora de productos derivados del petróleo y gas. El propietario mayoritario es la empresa petrolera chilena Copec, empresa que tiene el 95,99 % de Proenergía Internacional, la cual a su vez tiene una participación del 52,8 % en la Sociedad de Inversiones De Energía, empresa con una participación del 67,4% en la Organización Terpel. 
Terpel posee más de 2000 estaciones de servicio en Colombia y una participación en el mercado de un 40 %. También está presente en Panamá y México.

## Historia

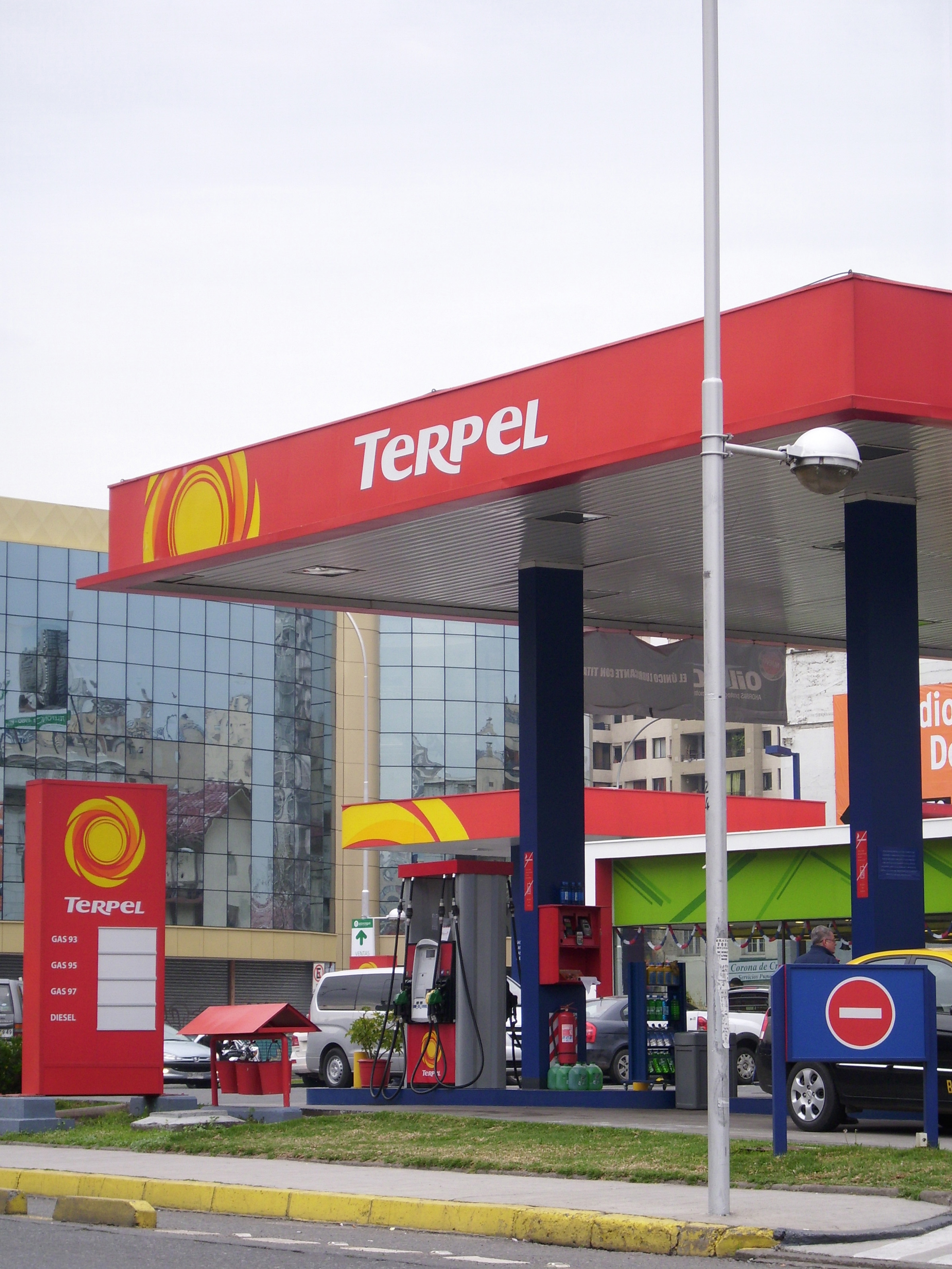
Gasolinera Terpel en Santiago de Chile.

Terpel nació en 1968 como estrategia de miembros de la junta directiva de la estatal Ecopetrol para distribuir como empresa privada gasolina en Santander, Colombia, como solución a la escasez de esta. En ese momento se creó la empresa Terpel Bucaramanga, con 20 estaciones de servicio afiliadas. Como aporte profesional a Ecopetrol se vincularon principalmente Ingenieros Químicos y de Petróleos de la Universidad Industrial de Santander. En los años siguientes, se crearon nuevas empresas regionales, como Terpel Centro (1972), Terpel Antioquia (1973), Terpel Sur, Terpel Norte (1983), Terpel Sabana (1986) y Terpel Occidente (1988); además de ingresar en otros mercados como los lubricantes, aviación y marítimos. En estas filiales participaban Ecopetrol y accionistas privados.
En 2001, los principales accionistas de los Terpel integraron las siete empresas regionales existentes y constituyeron la Organización Terpel S.A., la cual se consolidó en 2004. Para expandir sus operaciones internacionales, en 2006, Terpel adquirió Accel, uno de los más famosos y más grandes empresas distribuidoras de petróleo en Panamá; además el 1 de julio de ese año adquirió Lubricantes y Tambores del Ecuador C.A. (Lyteca), que era una subsidiaria de Chevron y utilizaba la marca de Texaco, por lo que para inicios de 2007, Terpel, reemplazó a la misma en todo el Ecuador. 
En 2007 adquirió Repsol en Chile, empresa que operaba estaciones de servicio bajo la marca YPF, cambiando el nombre de los puntos de venta a Terpel en abril de 2008 y realizando una campaña publicitaria para posicionarse en el mercado chileno. En 2013 fue vendida a Enex, filial de Quiñenco, del Grupo Luksic, quien las convirtió en estaciones de servicio Shell.
En 2010, se inició los negocios en Venezuela con la compra de Trébol Gas en más de 120 estaciones. el cual se inició en enero del 2011 como Terpel de Venezuela para competir a las gasolineras nacionales como Deltaven y Llano Petrol.
El 14 de mayo de 2010 la chilena Copec concretó su ingreso a la sociedad que controla la empresa. La inversión inicial fue de US$ 261 millones, con lo cual adquirió el 52,13 % de Proenergía Internacional S.A., accionista mayoritario de Organización Terpel a través de la filial Sociedad de Inversiones de Energía S.A. (SIE). Posteriormente, a través de una OPA realizada en diciembre, obtuvo el control con el 56,15 % de las acciones de esta sociedad convirtiéndose en el propietario mayoritario de la Compañía. En octubre de 2011 adquirió otro 14,39 %. Ya para 2012 Copec era propietario del 98,24 % de Terpel.
En 2014 se concretó el ingreso de Terpel a la Bolsa de Valores de Colombia. Al año siguiente, ingresaría al índice bursátil COLCAP.
En octubre de 2015 Terpel lleva sus gasolineras al Perú.
Copec informó el 15 de marzo de 2018 que su filial Terpel concretó la compra de las operaciones de ExxonMobil en Colombia, Ecuador y Perú, en una operación que totalizó US$714,7 millones, que incluyen US$230 millones de caja. Parte del acuerdo significa la adquisición por parte de Terpel de las plantas productoras de Callao (Perú) y Cartagena (Colombia). El acuerdo considera la operación y comercialización de combustibles para el Aeropuerto Internacional Jorge Chávez en Lima, Perú; y, el negocio de combustibles de ExxonMobil en Ecuador. Todas operaciones que se encuentran ya bajo el control de Terpel.
En 2024, Primax adquiere las operaciones de Terpel en Perú y Ecuador por 64 millones de dólares.